# コントラアミラル・イェウスタツィウ・セバスティアン級コルベット
コントラアミラル・イェウスタツィウ・セバスティアン級コルベット（ルーマニア語: Contraamiral Eustaţiu Sebastian clasa Corveta）は、ルーマニア海軍が運用するコルベットの艦級。正式名は1048M号計画型コルベット（Corveta Proiect 1048M）、NATOコードネームはテタル-II型コルベット（Tetal-II class corvette）。
計画番号のとおり、先行する1048型（アミラル・ペトレ・バルブニェヌ級）の発展型であり、船体と主機関は同型のものが踏襲されている。ただし32番砲を撤去して艦尾甲板を拡張し、ヘリコプター甲板として設定している。また31番砲はAK-176 76mm単装速射砲、高角機銃はAK-630ガトリング砲（あるいは軽量形のAK-306）、対潜ロケット砲もRBU-6000と、いずれも新型機に換装している。方位盤としては、艦橋上にMR-123「ヴィーンペル」（NATO名「バス・テイルト」）を設置し、砲と機銃の双方を統制している。主センサーとしては、原型艦と同様に、Sバンドの対空・対水上捜索レーダーであるMR-302「ルブカ」（NATO名「ストラット・カーブ」）をマスト頂部に搭載している。
| 番号 | 名称                                                                                   | 竣工   | 就役   |
| ---- | -------------------------------------------------------------------------------------- | ------ | ------ |
| 264  | コントラアミラル・イェウスタツィウ・セバスティアン （Contraamiral Eustaţiu SEBASTIAN） | 1983年 | 1989年 |
| 265  | コントラアミラル・ホリア・マチェラル （Contraamiral Horia MĂCELARIU）                  | 1996年 | 1996年 |

黒海での海上任務に使用されており、アミラル・ペトレ・バルブニェヌ級と共に第50コルベット戦隊として運用されている。
この他に2艦が、進水したものの竣工には至らず、2006年の段階では未完のままルーマニアのマンガリア軍港で係留されている。